# 太陽がいっぱい (映画)
『太陽がいっぱい』（たいようがいっぱい、原題：Plein Soleil）は、1960年のフランス・イタリアの犯罪映画。パトリシア・ハイスミスの小説『太陽がいっぱい』（旧名『リプリー』）を原作とした、ピカレスク・サスペンス作品。
ルネ・クレマン監督の代表作の一つ。音楽はニーノ・ロータで主題曲は有名になった。主な出演者はアラン・ドロン、モーリス・ロネ、マリー・ラフォレ。この作品はアラン・ドロンがフランスだけでなく、世界的なスターになるきっかけとなった作品である。

## 解説
ルネ・クレマン監督は『鉄路の斗い』（1945年）で第1回カンヌ国際映画祭・国際審査員賞および監督賞を受賞し、その後『海の牙』（1946年）、『禁じられた遊び』（1952年）、『居酒屋』（1956年）など、社会性の強い作品を撮り続けてきた。
1959年2月、ミシェル・ボワロン監督・アラン・ドロン主演の『お嬢さん、お手やわらかに!』が公開。クレマンは同作品を見て、ドロンに主役のオファーを出したという。
同年8月3日から10月22日にかけて、イタリアのナポリ県、イスキア島、プローチダ島、ローマなどで撮影が行われた。
撮影が行われていた頃、日本では情報は伝わっており、同年9月22日発売の『ヒッチコック・マガジン』11月号に掲載された秦早穂子、双葉十三郎、中原弓彦らによる鼎談において「パトリシア・ハイスミスの『太陽のただ中』」という言葉ですでに語られていた。新外映で買付を担当していた秦は同年秋にフランスへ戻った。そして音楽もセリフも入っていない10分ほどのラッシュを見て「断然買いたい」と思ったという。しかし会社の役員の反対を受け、別の配給会社が先に買い付けを決定した。結局、新外映が配給することになると、秦は「太陽のただ中」などという文学的なタイトルはやめようと主張し、「太陽がいっぱい」となった。
1960年3月10日、フランスで公開された。同年6月11日、日本で公開された。
1999年にマット・デイモン主演で、映画『リプリー』が公開された。これは本作の再映画化だが、原作により忠実に映画化されている。しかし後半の展開が微妙に違っている。

## あらすじ

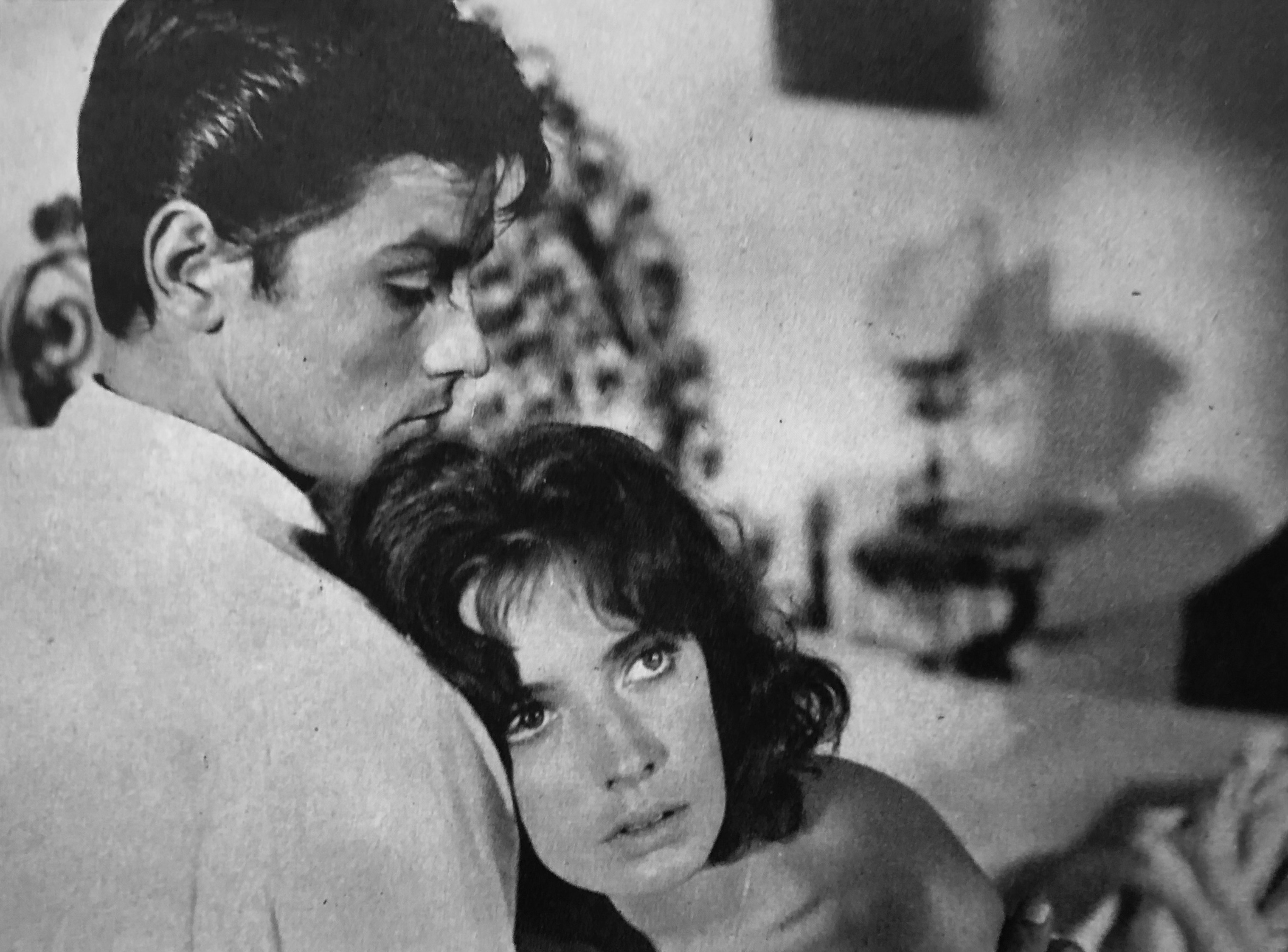
アラン・ドロン、マリー・ラフォレ

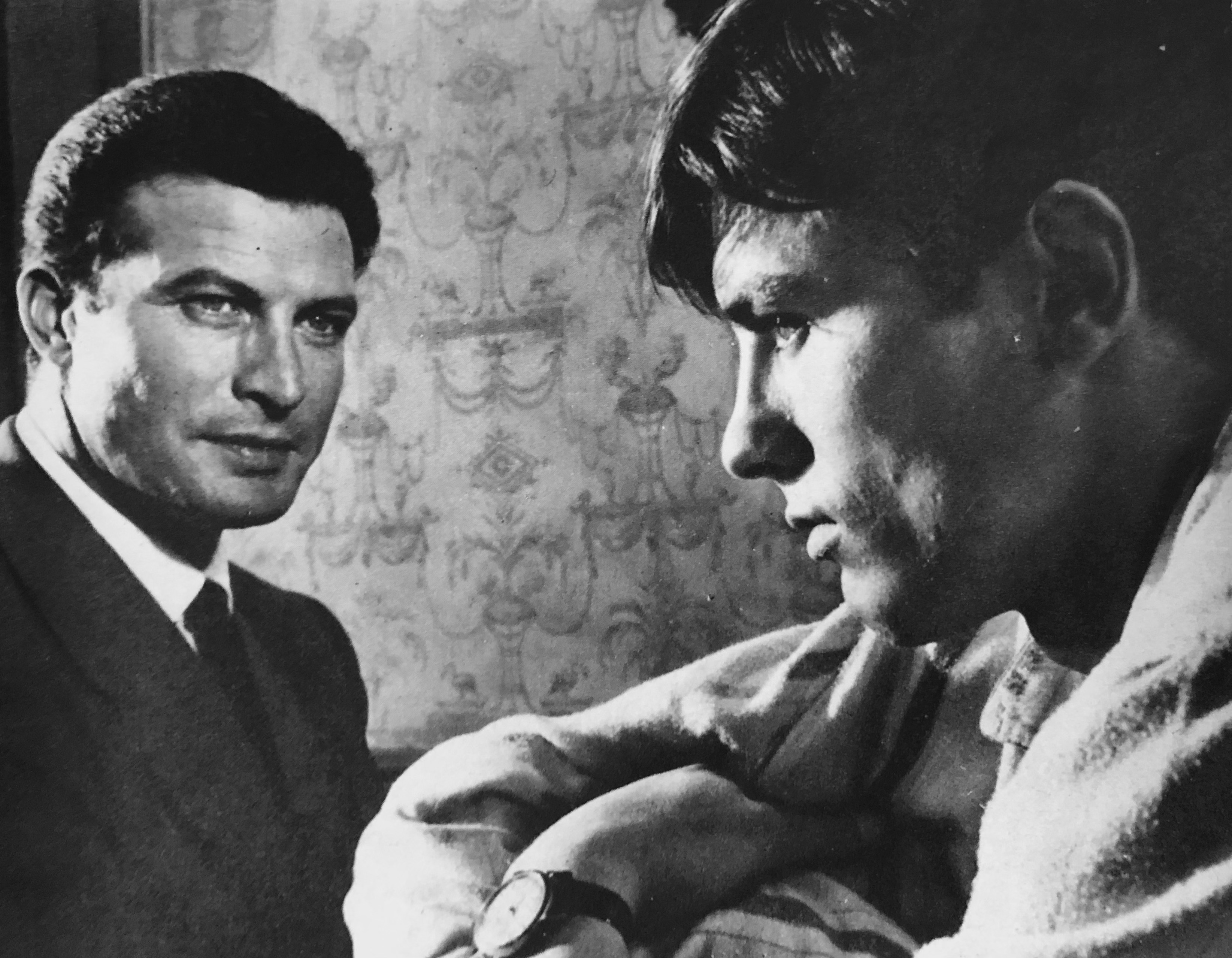
エルノ・クリサ、アラン・ドロン

ローマの街角のオープンカフェで話をする青年が二人。アメリカから来た大富豪の息子フィリップと貧しく孤独な青年トム・リプリー（フランス語・イタリア語風の発音は「リプレー」）。
フィリップには婚約者のパリ娘マルジュがおり、イタリアではナポリに近い漁村モンジベッロにマルジュと過ごすための愛の巣を所有している。その近くのマリーナには立派なセーリング・クルーザー（船内泊もできるセーリング・ヨット）も所有し、それに「マルジュ（号）」と名づけてもいる。マルジュは画家フラ・アンジェリコについての記事を執筆中である。フィリップはマルジュの傍にいるためにイタリアで遊んで過ごしている、というわけであった。そして自由奔放なフィリップは、今回はマルジュをほったらかしにして、トムと二人きりで飛行艇に乗りローマに遊びに来たのだった。たとえばフィリップとトムは、街頭で視覚障害者と出くわすと「その白い杖（視覚障害者用の杖）を俺に売れ。帰りのタクシー代があれば杖はいらないだろう。」などと傲慢なことを言って、2万リラも払ってそれを買い取ってしまったり、たまたま出会った歩行者の中年女性を盲人のふりをして誘惑し一緒に馬車でローマの街を乗りまわしてその途中でその女性にキスしまくったり、と自由奔放な行動をして楽しむ。
フィリップはトムを見下している。父親からフィリップをアメリカに連れ戻すよう依頼を受け、連れ戻せば報酬として5000ドルもらえる約束でアメリカから来たトムではあったが、フィリップのほうはイタリアで自由奔放な暮らしを続けようとするばかりで、全く帰国する気はなく謝礼金を受け取ることが出来ないトムは手持ちの金がなくなってしまい、フィリップの金のおこぼれをあてにして彼と行動を共にせざるを得なくなる。フィリップに言われれば買い物や調理やハガキの代筆をするなど、まるで都合の良い「使い走り」のように扱われるようになってしまっており、「資産を持つ者と持たざる者」の境遇のあまりの相違を見せつけられるばかりで、実は内心嫉妬心や怒りにさいなまれている。
ローマで遊んだフィリップとトムは、マルジュに会いにモンジベッロの家に戻った。マルジュは以前から、フィリップが自分を大切にしていない、馬鹿にしている、と感じ、苛立ちを感じるようになっていた。放置され電話すらしてもらえなかったマルジュは、突然戻った二人をふくれ顔で迎えるが、フィリップときたら「ローマに行って 一杯飲んできただけだ! 何が不満だ!」などと傲慢なことを言い、強引にソファに抑え込むようにしてマルジュを抱きしめ、口づけすることでマルジュの言葉を封じこめ、さらに（トムの目の前で）マルジュの身体への愛撫まで始めて、自分の行動や態度については一切謝りもせずうやむやにするばかり。トム自身だけでなく婚約者マルジュに対してまで表す傍若無人な態度に、トムの怒りと嫉妬は増すばかりだった。フィリップとマルジュが男女の情を交わしている間、自分の居場所が無いように感じたトムは、隣室のウォークイン・クローゼットに入り込み、戯れにフィリップの（金持ちらしい、いかにも高価そうな）衣類を身につけ、もうすっかり耳が覚えてしまったフィリップの口調の真似をしてみる。
フィリップはマルジュと二人きりになるために、トムに操舵（＝針路、進行方向を保つなどの目的で舵を操作すること）を促しデッキ（甲板）上に行かせ、船室内でマルジュと二人きりになると、「トムをヨットから追い出して下船させれば、僕らは以前のように二人きりになれる。」とマルジュにささやく（だがそれをトムは船室から甲板へと開く天窓の隙間から聞いてしまう）。フィリップは、トムをヨット備え付けの上陸用の小ボートに強引に乗せ、それをロープでヨットのはるか後方にひかせることでトムを隔離しようとするが、あいにくとフィリップが船室内に戻った直後にそのロープは切れてしまい、トムは海上に漂うボートに取り残され、フィリップとマルジュがそれに気付かず情事に没頭する長い時間、炎天下の海上で（飲み水も全く無く）日干し状態にされるという屈辱を味わう。情事の後、船室から甲板上に出たフィリップは、ロープが切れてしまっておりトムを乗せたボートはどこにも見えなくなっていることに気付き、あわてて舵を切り、来た航程を引き返すが、かなりの時間をかけて戻りやっとボートとその中に横たわるトムを見つけた時には、トムは太陽に焼かれ息も絶え絶えになっていた。マルジュは一応トムのことを親切に介抱するが、トムに「悪くとってほしくないけれど、タオルミナについたら一人で帰国して欲しいの。分かるでしょ?」とも言う。（トムは、もしそんな展開になったら、当初期待していた報酬の5000ドルを得ることも、空想するようになったフィリップの財産を奪う計画も不可能になり、無一文のまま放りだされる状況になる、と予見する）。その後もタオルミナに向かうヨットで、フィリップがマルジュを愛撫しつつ甘美な時間をすごしつづける一方で、トムのほうは「のけもの」扱いにされ、陽にさらされる甲板上に独りで置かれる。
フィリップはトムの持ち物の中に、フィリップの銀行口座の入出金が分かる明細書が隠してあることに気付く。実はトムが自分の財産を狙っているのだと気付き、このままでは財産目的で自分は殺されると推理した。フィリップは自分の推理・直観を確かめるために、あえて普通の会話のように「ボートで死にそうになった時、僕に殺意を抱いただろ?」と訊く。するとトムは「僕はもっと以前から殺意を抱いているよ」とサラリと答える。そして二人はまるで他人事のように会話を続ける。「だから僕の口座明細を持っているのか? 僕を殺し、金持ちになるつもりか?」とフィリップ。「その通りさ。へぇ、お見通しなんだね。」とトム。「実現は難しいぞ。露見して逮捕されるぞ。」とフィリップ。「大丈夫。僕は想像力が豊かだからね」とトム。
トムはタオルミナで無一文で放り出されるという窮地に陥ることを避ける為フィリップとマルジュの間を裂くという手を思いつき、ローマの中年女性のイヤリングをフィリップの服のポケットに入れる細工を前の晩にしていた。トムの策略にはまり、イヤリングに気付いたマルジュはフィリップが特定の女性と交際しはじめていると思いこみ、苛立ち、ささいなきっかけでフィリップと言い争い状態になり、フィリップはマルジュが執筆中の大切な原稿を海へと放り捨ててしまい二人は決裂した。マルジュは下船を決意して最寄りの漁港でヨットを降りてしまう。
フィリップとトムはヨットでモンジベッロへの帰路につく。だが、マルジュが下船し周りには目撃者が全くいない海という場所で二人きりとなりフィリップ殺害計画が実行段階に入る。
マルジュの下船により中断した二人のきわどい会話が再開する。フィリップ「二人きりになれたから、落ち着いたな。さっきの話の続きができるな。さて、君は僕を殺すのだとして...その次に 一体どうするんだ？」。トム「君を埋めて、偽サインで金を受け取る。」フィリップ「サインはマネできても手紙の偽造はできないぞ」。トム「（筆跡については）君のタイプライターが（このヨットの中に）あるし、文体のほうはマネるのは簡単さ」。それを聞いて焦るフィリップ。
フィリップは殺害計画を思いとどまらせるために、トムにいくらか金を渡すことで彼を追いつめている無銭状態から抜け出させる手を思いつく。そのため賭けポーカーをすることをトムに持ちかけ甲板上のテーブルでそれを始める。やがて、トムが持っている懐中時計が正午（真昼間）をベルの音で告げた。フィリップは2500ドル賭け、八百長でわざと負けトムが2500ドル勝ったことにしようとする。だが、トムはその八百長を見抜き、2500ドルなんて「はしたがね」だ、5000ドルでも少ない、あくまで全財産いただく、（だからフィリップの八百長を受け入れるような安易な取引はしない）このゲームは君の勝ちだと言いフィリップが渡そうとする2500ドルを自分から返上する宣言をする。フィリップが八百長する際わざと落としたカードを拾おうとした時、トムは隠し持っていたナイフでフィリップの心臓をグサリと刺す。「マルジュ!」とうめいて絶命し倒れるフィリップ。トムはすかさずフィリップの死体を帆布で覆い隠す。そして周囲を見回すと人影は全く見えない。トムは死体を重石がわりの碇と一緒に帆布でくるみロープで結わえて海に捨てた。
港に戻った後トムはあらかじめの計画どおり、フィリップになりすまして彼の財産を手に入れるための手を着々と打ち始める。フィリップのパスポートの偽造には、公印の凹凸を粘土で型どりすることでニセの公印を作り、それを自らの写真に押すことで見事に差し替える。フィリップのサインをそっくり真似るため、スライド映写機を手に入れ彼のパスポートの筆跡を拡大して壁に貼った紙に映写し、筆跡の映像を何度も繰り返しなぞって練習し、見事にフィリップと完全に同一のサインをできるようになる。さらに彼の声色も真似てフィリップになりすまし、電話越しで婚約者のマルジュすら騙すことにすら成功する。マルジュがフィリップに会いたがれば、フィリップのタイプライターでつれない文面の手紙を作成しマルジュに手渡し、フィリップに女ができたから会いたがらなくなったのだ、と思わせることにも成功する。トムはこの種の才気と才能に溢れているのだ。
トムは船の仲介業者のところに行き、フィリップになりすましてヨットの売却手続きを進める。ところがフィリップの友人で金持ちで遊び人のフレディが、やはり船を所有していて、同一の仲介業者と取引があり、そこでニセのフィリップ（＝トム）の最新の滞在先住所を聞き出し、フィリップに会うつもりでトムが潜伏している住居へ突然現れる。トムはとっさに機転をきかせフィリップは昼食に行った、僕は挨拶に寄ったところだ、と言って誤魔化すが、お手伝いの女性がトムの顔を見て「フィリップ」と呼んだことで、トムがフィリップになりすましていることがフレディに露見、追及するために部屋に戻ってきたフレディを、追いつめられたトムは置物で撲殺する。フィリップ殺害の場合と異なり、このフレディ殺害は事前の計画も何もない。トムは殺人を一件犯した結果、さらにもう一件の別の殺人まで犯すことになってしまったのだ。夜になってからフレディを泥酔した酔っ払いであるかのように装い、苦労して抱きかかえてフレディの車へ運び、その死体を捨てにゆく。発覚しやすい場所を選び死体を捨てる際に「君を殺したのはフィリップさ、僕じゃない」と、まるで自分に言い聞かせるようにつぶやく。このフレディ殺しで警察が動き、トムが滞在中の部屋にも警察が迫るが、きわどいところで機転をきかせ屋根伝いに逃走に成功する。
フィリップが行方不明となり警察はフィリップと行動を共にしていたトムの身辺調査を始めた。トムはフィリップがフレディを殺しどこかに潜伏しているかのように見せるための手を打つ。様々な嘘や小細工を用いて、刑事にそう信じさせる。警察の手先の女に尾行された時も敢えて偽情報を聞かせ、フィリップがまだ生きていてモンジベッロに戻ったと信じさせる。またかねてからの計画通り、偽造パスポートと偽造サインで銀行で1000万リラの預金（実際にはその半額くらいしか預金はなかった）を引き出すことにも成功する。
一方トムは着実にマルジュの心を自分に向けさせる手を打つ。マルジュを自分に取り込んでおいてからトムはフィリップの母宛に「母さん僕は死を選びます。すべての財産を愛するマルジュに贈ります。あなたの息子フィリップより。」という手紙（遺言状）を偽造しポストに投函した。引き出しておいた現金は（結局マルジュに渡り、さらには自分のものとなるように）モンジベッロの部屋に残した。フィリップの遺書とフィリップの口座から引き出された遺産が見つかったことで、それまでトムになにか裏があると疑い周囲をかぎまわっていた刑事も、ついにフィリップこそがフレディ殺害の真犯人で、姿を隠したかあるいは自殺した、と認識を改め、トムを重要な容疑者だとは見なさなくなりローマから離れることも許可した。
マルジュはフィリップが死んだと思い心を閉ざし、モンジベッロの部屋の鍵をかけ、引きこもってもうかれこれ2週間誰とも会わずにいた。トムはそれでも巧みに隙を見つけて部屋にもぐりこみマルジュの心を操りはじめ、フィリップは君を愛していなかったと言い、自分もアメリカへ帰るとほのめかし寂しさにつけこみ巧みに口説く。トムと寝たマルジュは心を許した。
マルジュはトムと日々を重ねるうちに次第に前向きになった。遺言状で贈られたフィリップのヨットも売却することにした。ヨットの仲介業者によってマルジュからヨットの次のオーナーへの引き渡しがおこなわれる日、トムとマルジュはイスキアのビーチで泳ぐ。フィリップの父親と仲介業者も到着して、マルジュはヨットの引き渡しにともなう簡単な検査に立ち会うためにマリーナに向かう。トムは引き渡しの立ち会いはマルジュにまかせビーチに残り、ビーチチェアに手足を伸ばして寝そべり太陽の光を浴び自分のまばゆい未来に酔っているような表情でまどろむ。トムの様子に売店のウエイトレスが気を使い近寄り、「気分はどう?」と語りかけると「気分はいいよ。太陽が照りつけてるからこんな感じなのさ。人生で最高の気分さ。最高の飲み物を持ってきてくれ。最高のを。」と語り、自分が成し遂げた完全犯罪に酔いしれる。
トムが人生最高の気分を味わっている最中、マリーナではヨットを簡易検査するために一旦陸に引き揚げる作業が進み、船体が船台とともに陸上に上がると、それに続いて船尾のスクリューに絡みついた一本のロープに引っ張られるようにして海中から、黒くなった帆布の塊が現れ隙間から腐敗した人の手が飛び出していることに気づく。死体に気付いたマルジュの悲痛な叫び声がマリーナに響きわたった。トムはそんなことは露知らず、ビーチで美酒に酔いしれている。やがて厳しい表情をした刑事たちが売店にやってきて、ウェイトレスにトムを呼ぶように言う。「シニョール・リプレー。テレーフォノ!（リプレーさん、お電話ですよ!）」。それを聞いたトムは笑顔で売店へと歩いていった。後には、陽光溢れる浜と青い海が広がるのみだった。

## キャスト
| 役名                     | 俳優                   | 日本語吹替 | 日本語吹替        | 日本語吹替                                                                                               | 日本語吹替        | 日本語吹替        | 日本語吹替                              | 日本語吹替 |
| 役名                     | 俳優                   | TBS版      | フジテレビ版      | 日本テレビ版                                                                                             | テレビ朝日版      | テレビ東京版      | スター・チャンネル版                    |            |
| ------------------------ | ---------------------- | ---------- | ----------------- | --- | ----------------- | ----------------- | --------------------------------------- | ---------- |
| トム・リプリー           | アラン・ドロン         | 石立鉄男   | 野沢那智          | 松橋登                                                                                                   | 野沢那智          | 野沢那智          | 中村悠一                                |            |
| フィリップ・グリンリーフ | モーリス・ロネ         | 堀勝之祐   | 堀勝之祐          | 中尾彬                                                                                                   | 有川博            | 池田秀一          | 鈴村健一                                |            |
| マルジュ・デュヴァル     | マリー・ラフォレ       | 斉藤昭子   | 上田みゆき        | 二宮さよ子                                                                                               | 榊原良子          | 岡寛恵            | 遠藤綾                                  |            |
| リコルディ               | エルノ・クリサ         | 村越伊知郎 | 西山連            | 木村元                                                                                                   | 中田浩二          | 堀内賢雄          | てらそままさき                          |            |
| オブライエン             | フランク・ラティモア   |            | 村越伊知郎        | 宮田光                                                                                                   | 平林尚三          | 稲葉実            | 咲野俊介                                |            |
| フレディ・マイルズ       | ビル・カーンズ         | 加茂喜久   | 村瀬正彦          | 東野英心                                                                                                 | 飯塚昭三          | 谷口節            | 三宅健太                                |            |
| ジャンナ夫人             | アヴェ・ニンキ         | 麻生美代子 | 遠藤晴            | 槇美阿里                                                                                                 | 市川千恵子        | 竹口安芸子        | 磯辺万沙子                              |            |
| ボルディーニ             | ネリオ・ベルナルディ   |            | 加藤正之          | 吉沢久嘉                                                                                                 | 阪脩              | 大塚周夫          | 玉野井直樹                              |            |
| ウエイトレス             | リリー・ロマネリ       | 麻生美代子 |                   | 中村たつ                                                                                                 | 巴菁子            | 竹口安芸子        | 久行敬子                                |            |
| ボリス                   | ニコラス・ペトロフ     | 嶋俊介     | 仲木隆司          | 岸野一彦                                                                                                 | 幹本雄之          | 奥田啓人          | 関雄                                    |            |
| ポポヴァ夫人             | エルヴィーレ・ポペスコ | 川路夏子   | 寺島信子          | 楠田薫                                                                                                   | 高村章子          | 翠準子            | 久保田民絵                              |            |
| イングリッド             | ジャクリーン・ドカエ   |            |                   | 高橋ひろ子                                                                                               | 上山則子          | 勝田晶子          | 佐伯美由紀                              |            |
| 警部補                   | リオネッロ・ザンキ     |            |                   | | 池田勝            | 広瀬正志          | 間宮康弘                                |            |
| フレディの連れの女性     | ロミー・シュナイダー   |            | 恵比寿まさ子      | 信沢三恵子                                                                                               | 上山則子          | 植竹香菜          | 北西純子                                |            |
| ウェイター               | ルネ・クレマン         |            | 上田敏也          | | 村松康雄          | 藤本譲            | 田原正治                                |            |
| その他                   | N/A                    |            | 島木綿子 清川元夢 | 北川国彦 仲木隆司 石森達幸 巴菁子 原浩 半田昌子 中島喜美栄 若本紀昭 阪脩 田口昂 清水秀生 鈴置洋孝 伊藤克 | 上田敏也 杉元直樹 | 千田光男 宗矢樹頼 | 中博史 あべそういち 各務立基 長谷川敦央 |            |

- TBS版 - 初放映1969年4月4日『金曜ロードショー[注 7]』※正味約101分
  - ポニー発売の「名作洋画劇場」と記されたVHSに収録。
- フジテレビ版 - 初放映1972年10月6日『ゴールデン洋画劇場』※正味約93分
  - スペシャル・エディションDVD、4Kリストア版DVD・BDに収録。
- 日本テレビ版 - 初放映1977年1月12日『水曜ロードショー』※正味約94分
- テレビ朝日版 - 初放映1984年9月2日『日曜洋画劇場』※正味約97分
  - 4Kリストア版DVD・BDに収録。
- テレビ東京版 - 初放映2008年7月20日『夏の名作シネマスペシャル』※正味約94分
- スター・チャンネル版 - 初放映2016年4月16日 スターチャンネル3[11] ※ノーカット放送

## スタッフ
- 監督 - ルネ・クレマン
- 脚本 - ポール・ジェゴフ、ルネ・クレマン
- 原作 - パトリシア・ハイスミス
- 製作 - ロベール・アキム、レイモン・アキム
- 撮影 - アンリ・ドカエ
- 編集 - フランソワーズ・ジャヴェ
- 音楽 - ニーノ・ロータ

### 日本語版
| -              | TBS版                    | フジテレビ版             | 日本テレビ版 | テレビ朝日版      | テレビ東京版            | スター・チャンネル版 |
| -------------- | ------------------------ | ------------------------ | ------------ | ----------------- | ----------------------- | -------------------- |
| 演出           |                          | 春日正伸                 | 福永莞爾     | 小林守夫          | 小山悟                  | 木村絵理子           |
| 翻訳           | 榎あきら                 | 榎あきら                 | 森田瑠美     | 森田瑠美          | 石原千麻                | 堀江真理             |
| 調整           |                          | 桑原邦男                 |              | 前田仁信          | 重光秀樹                | オムニバス・ジャパン |
| 効果           |                          | PAG                      |              | 遠藤尭男 桜井俊哉 | リレーション            | 桜井俊哉             |
| 選曲           |                          | 赤塚不二夫               |              | 東上別府精        | N/A                     | N/A                  |
| 録音           |                          | ニュージャパンフィルム   |              | TFCスタジオ       |                         | オムニバス・ジャパン |
| プロデューサー |                          |                          |              |                   | バブルネック涼 新井正和 | スター・チャンネル   |
| 制作           | オムニバスプロモーション | オムニバスプロモーション | 東北新社     | 東北新社          | HALF H・P STUDIO        | 東北新社             |

## 評価
- 映画評論家荻昌弘は、父親からの多額の謝礼を当てにしてやってきたトムとその彼を見下し軽蔑するフィリップ、普通の青年二人が金を挟んで出会うことになった、ただそれだけのことでのっぴきならない形で犯罪を生み出す構図でこの二人をピタッと設定したことがこの映画の成功であった、と評している。そしてルネ・クレマン監督が全編イタリアを舞台にして画面を明るくきらびやかにして熱く輝かせ、逆に人間の心の奥の深淵に潜む暗さを対比させ、「白昼の明るさの中での黒い恐怖」というモチーフが「太陽がいっぱい」を支配していると述べている。原作にあるアメリカでトムが父親の大富豪から依頼を受ける話が省略されているのはこのためである。[12]
- 淀川長治は「主人公と、彼に殺害される友人はホモセクシャルな関係にあり、そのことがわからないとこの映画の魅力はつかめない」と終始主張したが、あまり賛同者はいなかった[13]。吉行淳之介との対談でも同様の発言をしている[14]。

## 音楽
- 本作で作曲を担当したニーノ・ロータ[注 8]は、この作品に携わった事に強い不満を残している。フェデリコ・フェリーニ[注 9]の常連作曲家だった。またフランコ・ゼフィレッリ監督の『ロミオとジュリエット』の映画音楽も担当している。
- 主題曲は当時話題になったが、サウンド・トラック盤はソノシートでのみ発売された[15]。　日本では、その後発売された「フィルム・シンフォニック・オーケストラ」盤[16]がヒットした。後にテレビ放映で日本語版を作る時にオープニングクレジット部分をフィルム・シンフォニック・オーケストラ盤に差替えた為、サウンドトラック盤と間違われやすいが実際の映画で使われる演奏とは違う。

## 映像ソフト
VHS
- 名作洋画劇場 太陽がいっぱい（ポニー）
- 太陽がいっぱい（1995年8月25日、バンダイビジュアル BES-1220）

レーザーディスク
- 太陽がいっぱい（1995年8月25日、バンダイビジュアル BELL-793）

DVD
- 太陽がいっぱい（1997年7月25日、バンダイビジュアル BCBF-5）
- 太陽がいっぱい（2002年10月25日 パイオニアLDC PIBF-1480）
- 太陽がいっぱい スペシャル・エディション（2008年9月26日、発売元：「太陽がいっぱいSE」発売委員会、販売元：ジェネオン エンタテインメント GNBF-7480 / フジテレビ版の吹替を収録〈吹替音声のない部分はフランス語音声・日本語字幕で対応〉）
- 太陽がいっぱい 最新デジタル・リマスター版（2011年5月28日、発売元：マーメイドフィルム、販売元：紀伊國屋書店 KKDS-623）
- 太陽がいっぱい 4Kリストア版（2017年12月22日、発売・販売元：KADOKAWA / 角川書店 DABA-5286 / フジテレビ版とテレビ朝日版の吹替を収録〈吹替音声のない部分はフランス語音声・日本語字幕で対応〉）

Blu-ray Disc
- 太陽がいっぱい 最新デジタル・リマスター版（2011年5月28日、発売元：マーメイドフィルム、販売元：紀伊國屋書店 KKBS-4）
- 太陽がいっぱい 4Kリストア版（2017年12月22日、発売・販売元：KADOKAWA / 角川書店 DAXA-5286 / フジテレビ版とテレビ朝日版の吹替を収録〈吹替音声のない部分はフランス語音声・日本語字幕で対応〉）